# Dichapetalum timoriense
Dichapetalum timoriense är en tvåhjärtbladig växtart som först beskrevs av Dc., och fick sitt nu gällande namn av Jacob Gijsbert Boerlage. Dichapetalum timoriense ingår i släktet Dichapetalum och familjen Dichapetalaceae. Inga underarter finns listade i Catalogue of Life.